# أ. فان جوردن
أ. فان جوردن (بالإنجليزية: A. Van Jordan)‏ هو شاعر أمريكي، ولد في 5 مارس 1965 في آكرون في الولايات المتحدة.